# قلاده‌ای برای سگ مرده
قلاده برای یک سگ مرده نمایشنامه‌ای از محمد چرم‌شیر است، و برای اولین بار در سال ۱۳۸۱ توسط انتشارات روزبهان در مجلد فاطمه عنبر به‌ چاپ رسیده است. چرمشیر در این نمایشنامه که یک مونولوگ است، زندگی مردی را به‌تصویر می‌کشد که در آخرین روز زندگی‌اش به واکاوی و واگویی آنچه در دوران حیاتش تجربه کرده است، می‌پردازد. این مرد که گرفتار بیماری روانی شده است برای حل مسائل به‌جای‌مانده از گذشته‌اش در یک بی‌چارگی محض به‌سر می‌برد و خودش را سگ می‌بیند. او گوشت پرمنگنات‌زده‌ای را بی‌اعتراض بلعیده و در حال مرور زندگی‌اش است.

## اجراها
قلاده‌ برای یک سگ مرده بارها در سالن‌های تئاتر شهرهای مختلف به‌روی صحنه رفته است.
- ۱۳۷۹، به کارگردانی آتیلا پسیانی (تئاتر شهر)[۳]
- ۱۳۹۶، به کارگردانی شیرین سامی (آمفی‌تئاتر اداره ارشاد، بندرانزلی)[۴]
- ۱۳۹۷، به کارگردانی شاهپور قپانوری (همدان)[۵]
- ۱۳۹۹، به کارگردانی رضا همتی (پردیس تئاتر تهران)[۶]
- ۱۴۰۱، به کارگردانی محمد فرامرزی (پلاتوی حیاتی مهر، کرج)[۷]
- ۱۴۰۲، کارگردانی حامد هادوی (صحنه آبی، تهران)[۲]
- ۱۴۰۲، به کارگردانی مهردادخان (فرهنگسرای بهاران، نصیر شهر)[۸]